# Telmo Zarra
Telmo Zarraonandía Montoya, zwany Zarra (ur. 20 stycznia 1921 w Erandio, Baskonia, zm. 23 lutego 2006 w Bilbao) – hiszpański piłkarz narodowości baskijskiej.
Przez większość kariery zawodniczej związany był z Athletic Bilbao; jest najlepszym strzelcem w historii tego zespołu. Blisko 60 lat dzierżył rekord liczby strzelonych goli w lidze hiszpańskiej Primera División (251 bramek). Dnia 22 listopada 2014 roku, rekord Zarry pobił Lionel Messi w meczu z Sevillą, strzelając 3 gole.

## Sukcesy

### Klubowe
Athletic Bilbao
- mistrzostwo Hiszpanii (1x): 1942/1943
- Copa del Rey (4x): 1943, 1944, 1945, 1950

### Indywidualne
- król strzelców (6x): 1945, 1946, 1947, 1950, 1951, 1953